# Прапор Демидівського району
Пра́пор Деми́дівського  райо́ну був затверджений рішенням сесії районної ради від 27 травня 2009 року № 336.
Автори символіки району — Юрій Терпецький, Марія Омельчук.

## Опис прапора
Прапор району — прямокутне полотнище у співвідношенні 2:3, що складається з трьох рівновеликих горизонтальних смуг: синьої (верхня та нижня), та золотої середньої. Від древка середини прапора відходить червоний клин, на якому розміщено срібний чотирьохкінцевий лапчатий хрест.